# Сон (коммуна)
Сон (фр. Son) — коммуна во Франции, находится в регионе Шампань — Арденны. Департамент — Арденны. Входит в состав кантона Шато-Порсьен. Округ коммуны — Ретель.
Код INSEE коммуны — 08426.
Коммуна расположена приблизительно в 165 км к северо-востоку от Парижа, в 70 км севернее Шалон-ан-Шампани, в 38 км к юго-западу от Шарлевиль-Мезьера.

## Население
Население коммуны на 2008 год составляло 94 человека.
| 1962 | 1968 | 1975 | 1982 | 1990 | 1999 | 2008 |
| ---- | ---- | ---- | ---- | ---- | ---- | ---- |
| 121  | 122  | 114  | 114  | 110  | 105  | 94   |

## Экономика
В 2007 году среди 59 человек в трудоспособном возрасте (15—64 лет) 34 были экономически активными, 25 — неактивными (показатель активности — 57,6 %, в 1999 году было 57,8 %). Из 34 активных работали 29 человек (22 мужчины и 7 женщин), безработных было 5 (2 мужчин и 3 женщины). Среди 25 неактивных 5 человек были учениками или студентами, 5 — пенсионерами, 15 были неактивными по другим причинам.

## Фотогалерея

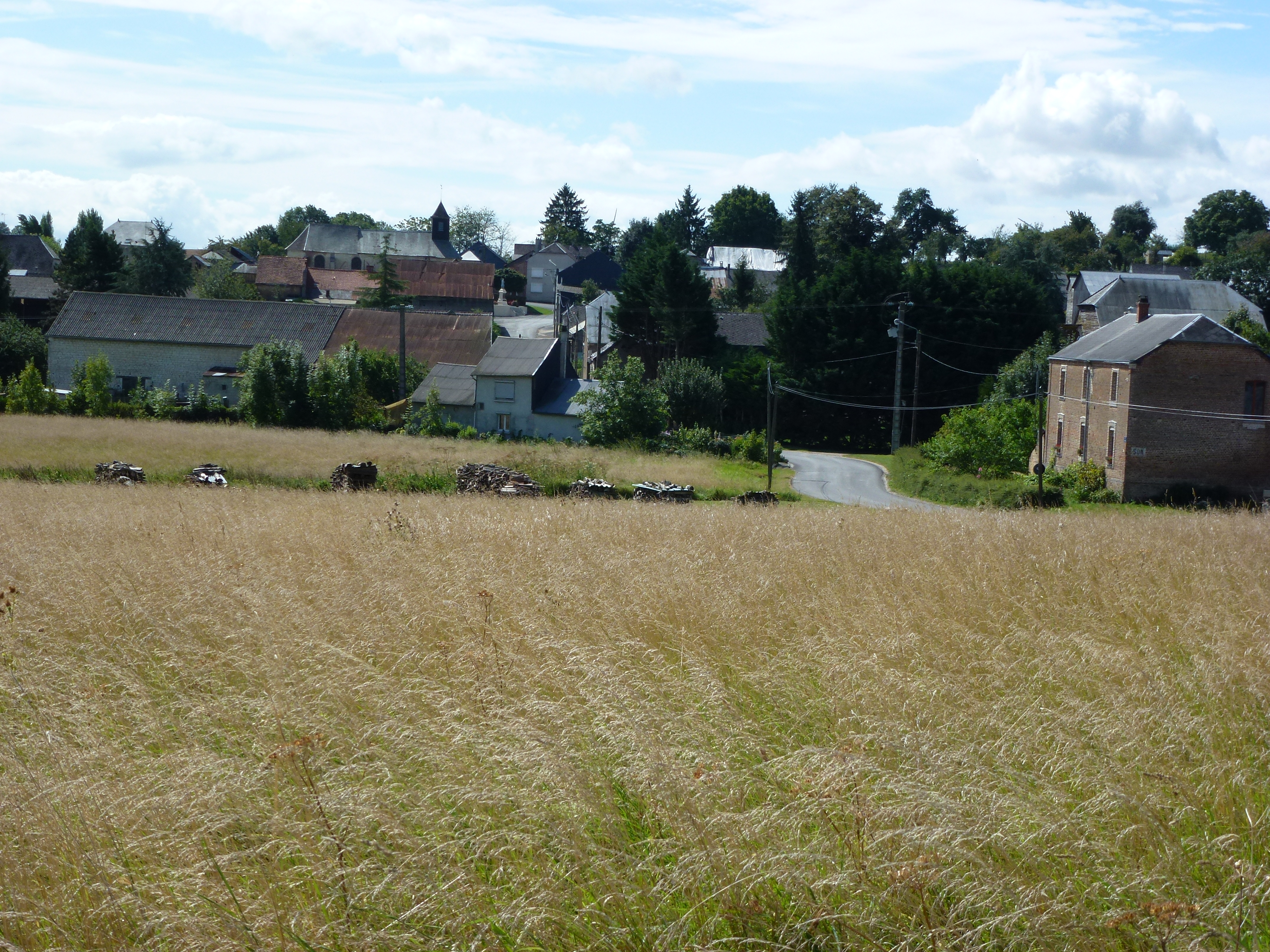
Сон
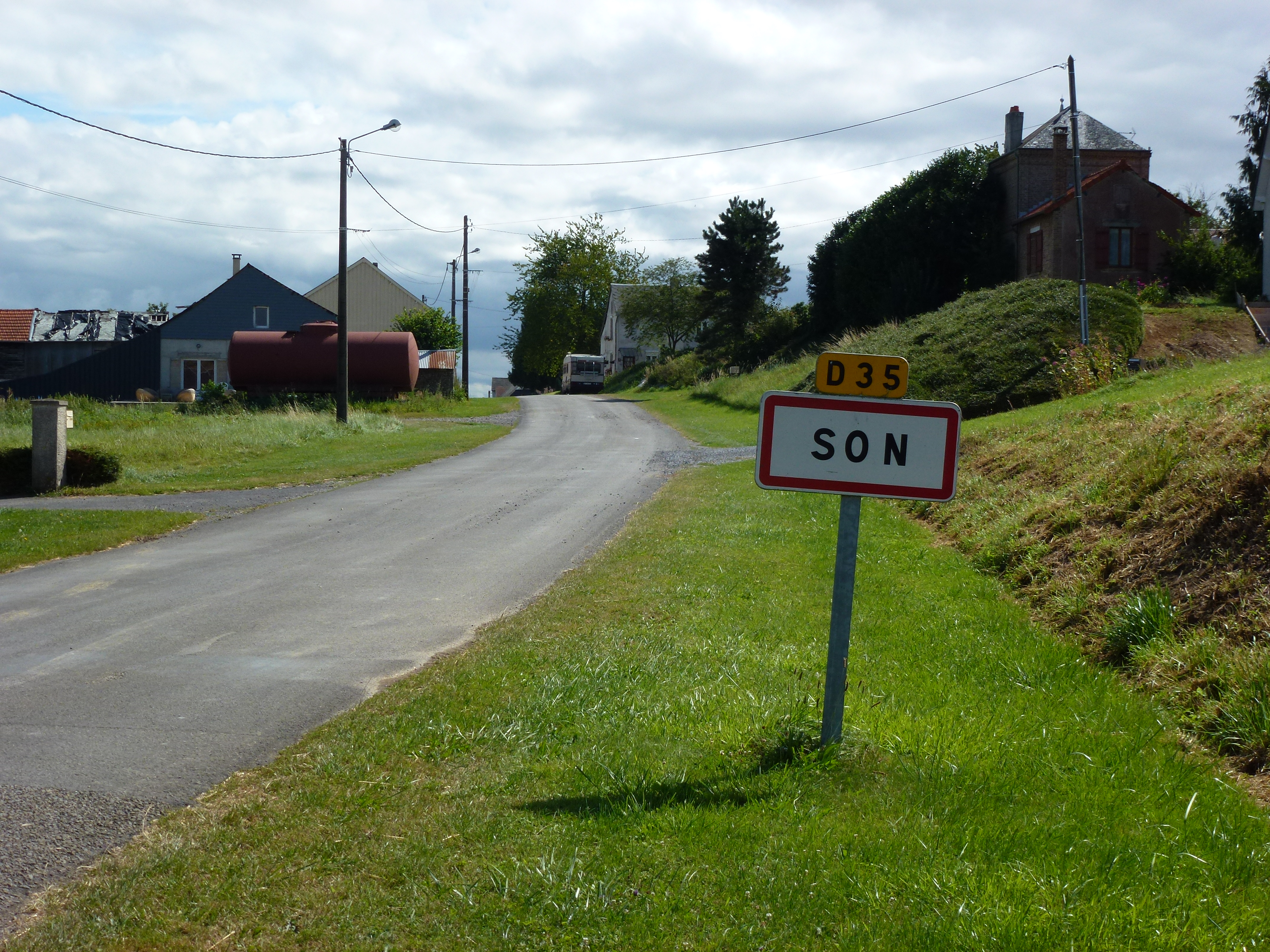
Въезд в Сон
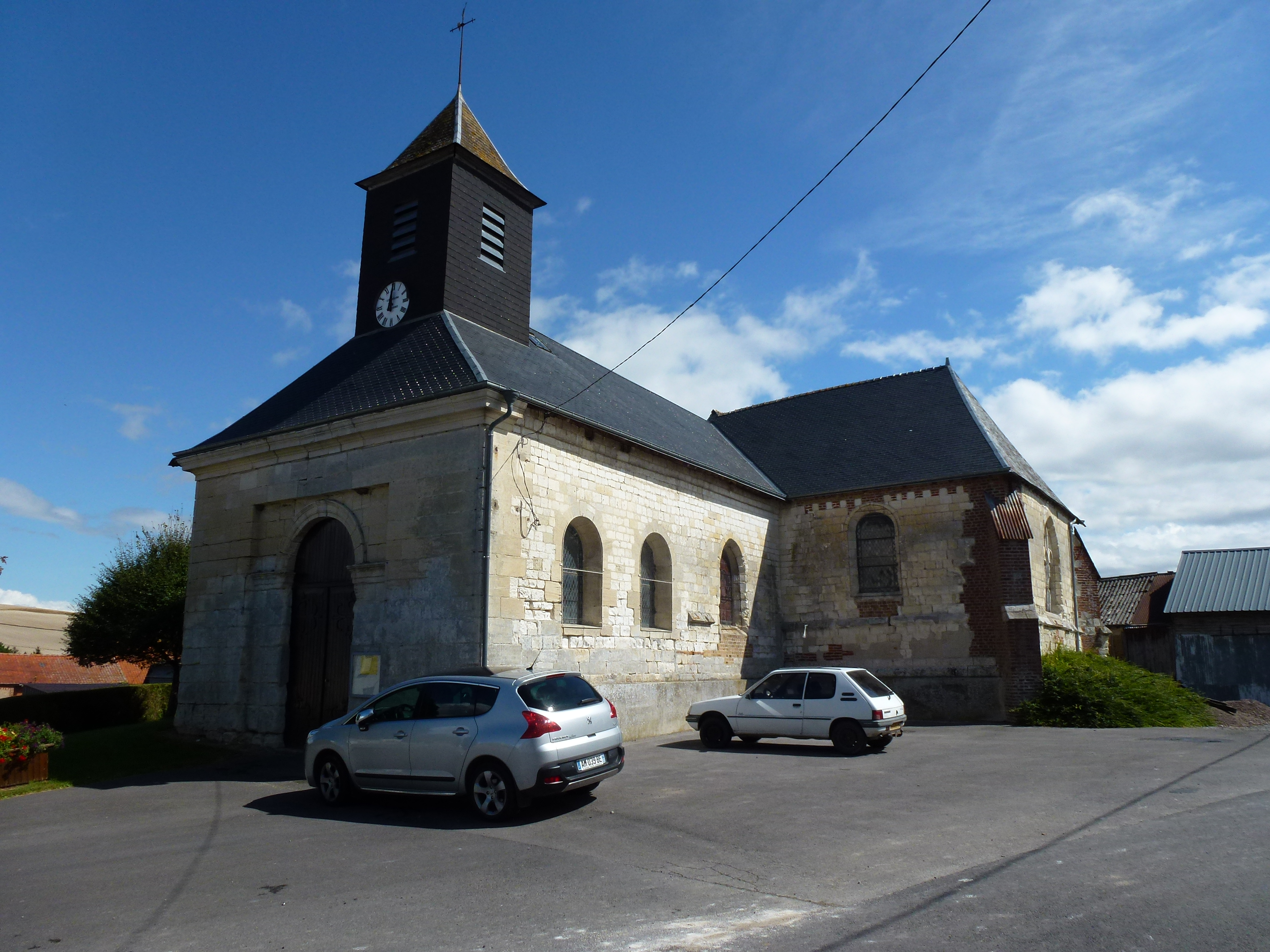
Церковь
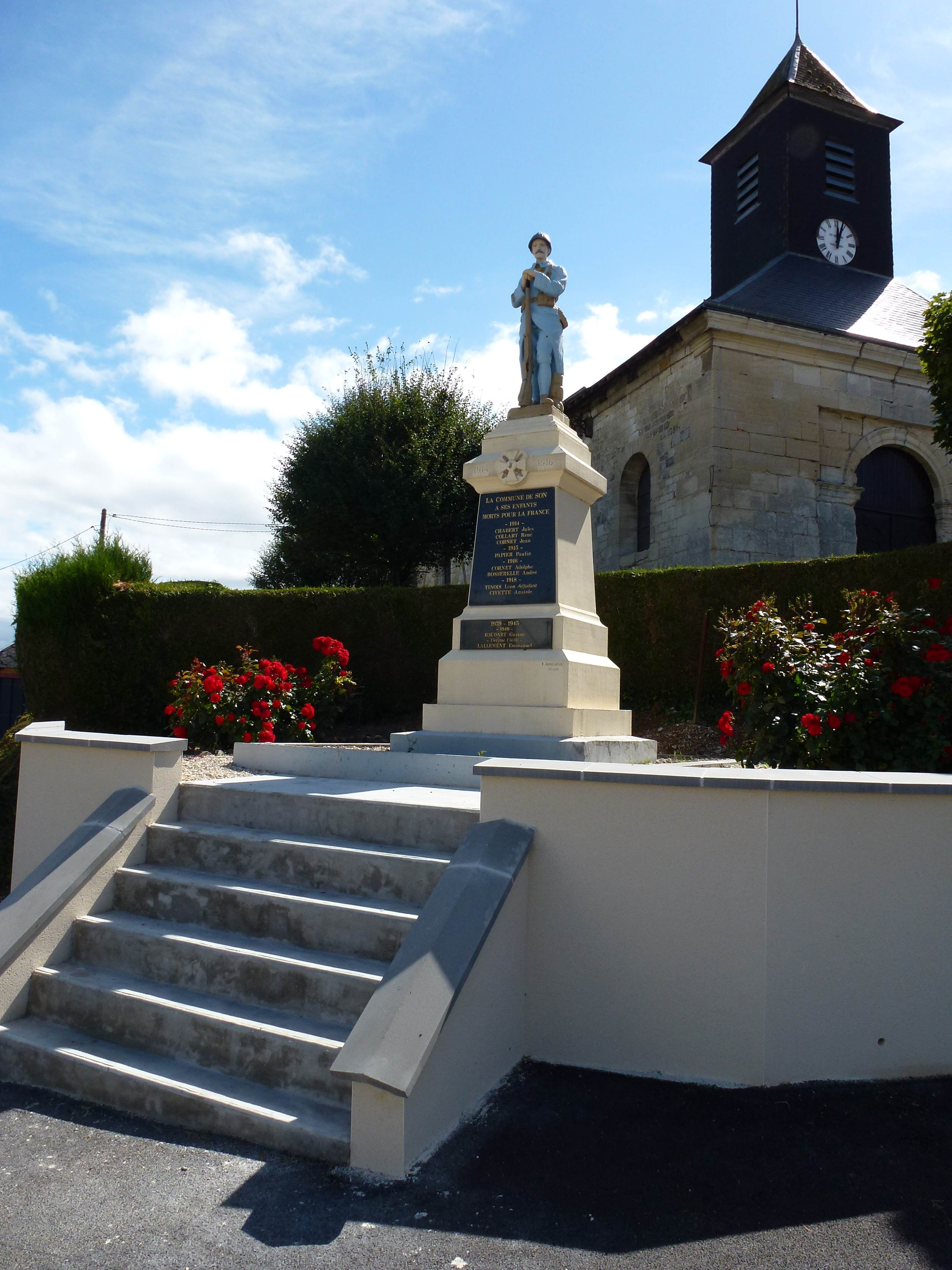
Памятник погибшим в Первой мировой войне